# Ophryophryne hansi
Ophryophryne hansi es una especie  de anfibios de la familia Megophryidae.

## Distribución geográfica
Se encuentra en Vietnam y zonas adyacentes de Camboya y Laos. 

## Estado de conservación
Se encuentra amenazada de extinción por la pérdida de su hábitat natural.